# Champignon lignivore

Le Polypore est un champignon saprotrophe lignicole qui s'infiltre par les racines de l'arbre dans le cœur du tronc et provoque une forte pourriture brune.

Un champignon lignivore, appelé scientifiquement champignon saprotrophe lignicole, saproxylique ou lignolytique (lignivore signifiant littéralement « qui se nourrit du bois », le mode d'alimentation des champignons étant l'absorbotrophie) est un champignon qui se nourrit de bois, en causant sa décomposition. Agents de dégradation du bois, ces champignons sont responsables de la pourriture du bois avec changements de couleur, caries et désagrégation des tissus végétaux. Ces champignons qui se développent dans les arbres sur pied et sur le bois mis en œuvre, ont un rôle écologique essentiel en retournant la matière organique au sol mais aussi des impacts économiques.

## Différents groupes

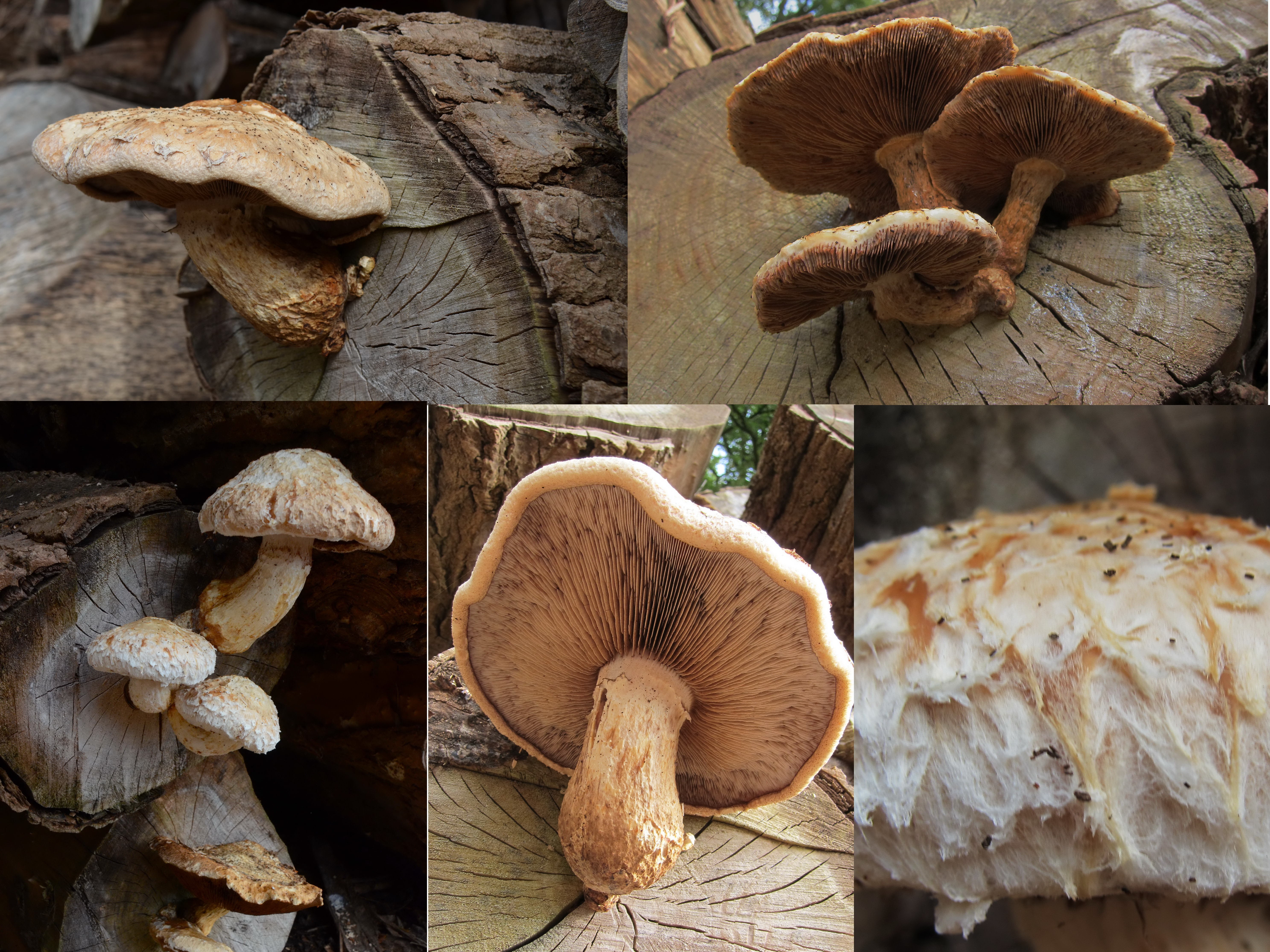
Pholiote destructrice (Hemipholiota populnea).

Dans les activités forestières, les champignons sont divisés en catégories artificielles qui ne sont liées ni à la systématique ni à la morphologie des organismes, mais au type de dégâts qu'ils occasionnent. On considère généralement différentes appellations dont les plus connues comprennent :
- la pourriture fibreuse (appelée aussi pourriture blanche) sur les bois exposés à l'air (provoquée par des champignons s'attaquant préférentiellement à la lignine, par exemple Coriolus versicolor  ou Phellinus megaloporus),
- la pourriture cubique (appelée aussi pourriture brune) sur les bois exposés à l'air (provoquée par des champignons s'attaquant préférentiellement à la cellulose, par exemple Serpula lacrymans - un mérule - ou Lenzites separia),
- la pourriture molle sur les bois saturés d'eau (Chaetomium globosum).

## Écologie forestière
Alors que les maladies cryptogamiques provoquées par les champignons phytopathogènes impliquent des vecteurs infectieux (essentiellement des insectes responsables de la vection entomophile) qui transmettent l'agent phytopathogène microbien (spores de bactéries, de champignons) à une plante saine ou affaiblie par leur inoculation, les agents fongiques de pourriture du bois, qui sont également considérés comme des pathogènes (parasites dits de faiblesse), attaquent généralement l'arbre affaibli (l'arbre sain développe des défenses chimiques et mécaniques qui bloquent leur entrée) ou blessé, profitant généralement d'une porte d’entrée (lésions d'écorces, galeries d'insectes xylophages…). Leur mycélium né de la germination des spores, après une phase de dormance plus ou moins longue, infecte l'arbre sénescent ou à la faveur d'un stress biotique ou abiotique (taille, pollution aérienne et souterraine, gel, stress hydrique, etc.).
Agents de pourriture du bois, ces champignons sont redoutés par les forestiers car leur présence sur des parties mortes d'un arbre signifie toujours la mort complète du ligneux dans un délai plus ou moins bref. Parallèlement, ils sont des indicateurs de gestion durable des forêts. Ils constituent en effet des micro-habitats riches en biodiversité et figurent parmi les principaux recycleurs du carbone organique dans les écosystèmes terrestres.

## Histoire évolutive
« Si les êtres microscopiques disparaissaient de notre globe, la surface de la terre serait encombrée de matière organique morte et de cadavres de tout genre, animaux et végétaux. Ce sont eux principalement qui donnent à l'oxygène ses propriétés comburantes. Sans eux, la vie deviendrait impossible, parce que l'œuvre de la mort serait incomplète. »

— Pasteur

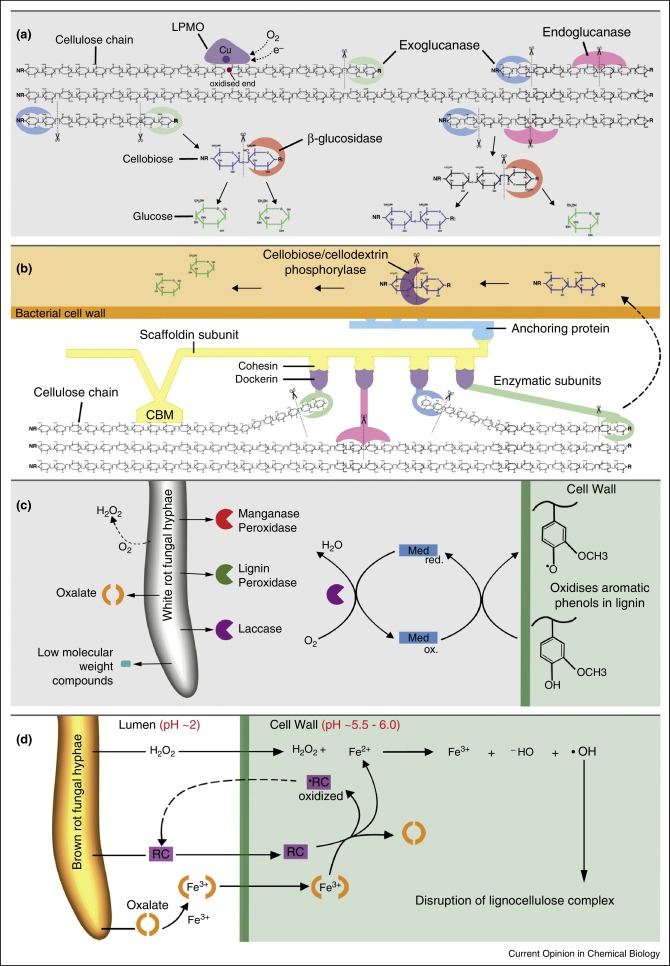
Représentation schématique des mécanismes lignocellulolytiques. (c) Dégradation de la lignine par les champignons de la pourriture blanche qui sécrètent des enzymes extracellulaires (peroxydases de lignine qui oxydent les fractions aromatiques non phénoliques, peroxydases de manganèse et laccases, via un médiateur Med, qui oxydent les sous-unités phénoliques). (d) Dégradation lignocellulotyque par les champignons de la pourriture brune qui utilisent la réaction de Fenton.

Durant le Carbonifère (– 358 à – 298 millions d'années), d'immenses forêts de prêles et de fougères géantes, ainsi que des premiers gymnospermes, se fossilisent : l'absence d'agents efficaces de dégradation du bois favorise la carbonisation de ces organismes végétaux qui forment une nécromasse s'accumulant sous forme de gisements de lignite, de houille et de charbon. Des études de génomique comparative montrent qu'à la fin de cette période géologique, vers 290 millions d'années, apparaissent des champignons lignivores agents de la pourriture blanche : des ascomycètes et des basidiomycètes, constitués de filaments microscopiques (appelés hyphes) formant le mycélium, sont alors équipés de cellulases, d'hémicellulases et de ligninases, enzymes capables de décomposer la cellulose, l'hémicellulose et la lignine. Ce sont ces champignons saprotrophes lignicoles, essentiellement des Polyporales de la classe des Agaricomycetes, qui, par l'intermédiaire de leurs hyphes, font « œuvre de la mort » et permettent à l'écosystème terrestre de retrouver un nouvel équilibre. Vient ensuite l'émergence des agents de la pourriture brune, apparus une quarantaine de reprises au cours de l’évolution des champignons. Leur évolution régressive (en) (notion qui s'oppose à la vision traditionnelle de progrès évolutif) se traduit par une forte diminution de l’équipement enzymatique diversifié des agents de la pourriture blanche (ligninases, cellulases). Ces fossoyeurs sont ainsi moins efficaces dans la décomposition totale du bois mais plusieurs espèces polyphylétiques dans trois ordres (Gloeophyllales, Polyporales et Boletales) ont développé un mécanisme performant de dépolymérisation de la cellulose, via la réaction de Fenton, en produisant des radicaux libres hydroxyles qui peuvent extraire les atomes d'hydrogène appartenant aux liaisons osidiques de la cellulose,. Il est possible que cette machinerie non enzymatique originale ait participé à l'exploitation de nouvelles niches écologiques (développement sur de milieux riches en azote d'espèces fongiques qui n'ont pas besoin de dégrader les complexes lignine-protéine, sur des conifères dont la lignine a une composition différente, ou lors de la diversification des plantes à fleurs caractérisées par la synthèse de lignine différente).
Les études phylogénétiques suggèrent que la plupart des agents de la pourriture brune sont généralistes ou spécialisées sur des espèces de gymnospermes. L'émergence des angiospermes  a ouvert une immense niche écologique qui a permis le développement d'agents de la pourriture blanche.